# Liberação miofascial
Miofascial: mio = músculo + fáscia = tecido conectivo. Ou seja miofascial significa fáscia muscular ou fáscia que envolve os tecidos musculares.
A fáscia ou tecido conectivo é um tecido que envolve, separa e divide o corpo em: tecidos, órgãos, células, etc. Tem um papel importantíssimo na ligação, união e separação de todas as partes do nosso corpo. É um tecido extremamente importante uma vez que é ele que envolve, separa e divide o corpo. Protege e cria o ambiente onde os nossos órgãos, vivem, crescem e funcionam, também envolve, criando toda a estrutura muscular (ou outras) desde as fibras musculares às miofibrilas. Ela separa os diversos músculos e forma os tendões. A fáscia é uma lâmina de tecido conjuntivo que envolve cada músculo, protegendo e evitando o atrito e coordenando seus movimentos, forma assim uma bainha de contenção. Também auxilia no deslizamento dos músculos entre si, em certos locais, a fáscia pode se encontrar mais espessa e dela partem prolongamentos que vão se fixar aos ossos, denominadas de septos intermusculares, com função de separar grupos musculares em compartimentos.
Outros exemplos de fáscia ou de tecido fascial são a pleura que envolve e protegem os pulmões, o pericárdio que envolve e protege o coração, as meninges que envolvem e protegem o sistema nervoso, etc.
A dor pode ser dor crónica, dor fascial ou dor miofascial.
As alterações na fáscia podem alterar os fusos musculares, dando origem àquilo que vulgarmente se chama de problemas neuromusculares uma vez que o sistema nervoso comunica diretamente com os fusos musculares.
A fáscia altera de acordo com o sistema nervoso e emocional uma vez que são estes sistemas que dão ordem ao nosso corpo para agir e reagir.
Da mesma forma, acidentes, traumatismos, infecções e muitas outras situações criam alterações na estrutura fascial que acaba muitas das vezes por resultar em dores, em dores crónicas, em dores fasciais, em dores miofasciais, em fibromialgias e em muitas outras condições.
Alterando a fáscia e devolvendo-lhe a sua elasticidade e flexibilidade perdidas conseguem-se eliminar dores sejam elas crónicas ou não, sejam elas dores de fibromialgia ou não, sejam elas dores faciais ou dores miofasciais.
Para além da eliminação das dores aquando da correção da fáscia muscular ou da correção da fáscia do nosso corpo, conseguem-se muitas das vezes melhorar muitas funções do nosso corpo como o metabolismo, a respiração, a digestão e muitos, muitos outros problemas.

## Liberação Miofascial
A liberação miofascial visa não só corrigir as alterações miofasciais mas também as alterações fasciais existentes no corpo.
O seu objetivo é alterar a fáscia, devolvendo-lhe a elasticidade e flexibilidade perdidas, pondo fim às dores sejam elas crônicas ou não, sejam dores fasciais ou miofasciais ou mesmo as dores da fibromialgia.
Esta abordagem permite fazer muitas coisas mais, além da eliminação da dor, uma vez que a fáscia está presente em todo o corpo desde a cabeça aos pés e é responsável por muitos problemas do corpo e dos nossos órgãos.

## Ligações Externas
- Libertação Miofascial, Dores, Dores Crónicas e Fibromialgia
- Fibromialgia e Libertação Miofascial